# Антонін (Поморське воєводство)
Антонін (пол. Antonin) — село в Польщі, у гміні Прабути Квідзинського повіту Поморського воєводства.
Населення — 77 осіб (2011).
У 1975-1998 роках село належало до Ельблонзького воєводства.

## Демографія
Демографічна структура станом на 31 березня 2011 року:
|          | Загалом | Допрацездатний вік | Працездатний вік | Постпрацездатний вік |
| -------- | ------- | ------------------ | ---------------- | -------------------- |
| Чоловіки | 42      | 10                 | 29               | 3                    |
| Жінки    | 35      | 8                  | 20               | 7                    |
| Разом    | 77      | 18                 | 49               | 10                   |